# Blok z Cascajal

Odrys bloku

Blok z Cascajal – serpentynitowy blok, odkryty w 1999 roku w żwirowni w Cascajal w meksykańskim stanie Veracruz. Pokryty jest inskrypcją, która może być najstarszym znanym obecnie przykładem użycia pisma na kontynencie amerykańskim.
Blok ma 36 cm wysokości, 21 cm szerokości i 13 cm grubości. Został odnaleziony wśród kamiennego gruzu przez robotników budujących drogę wraz z fragmentami ceramiki, na podstawie których datuje się go na około 900 rok p.n.e. Ze względu na niejasne okoliczności jego odkrycia i nieznany kontekst archeologiczny autentyczność bloku jest przedmiotem sporu wśród badaczy.
Na kamieniu wyryta została licząca w sumie 62 znaki inskrypcja, do zapisu której użyto 28 różnych symboli hieroglificznych. Inskrypcji nie udało się dotychczas rozszyfrować, a sam jej wygląd jest całkiem odmienny od wszystkich znanych późniejszych mezoamerykańskich zabytków epigraficznych, tekst pisany bowiem jest w poziomych liniach, a nie w kolumnach. Nie odnaleziono dotychczas także żadnych innych zabytków piśmiennictwa z tak wczesnego okresu.